# خانه حسینیان (کاشان)

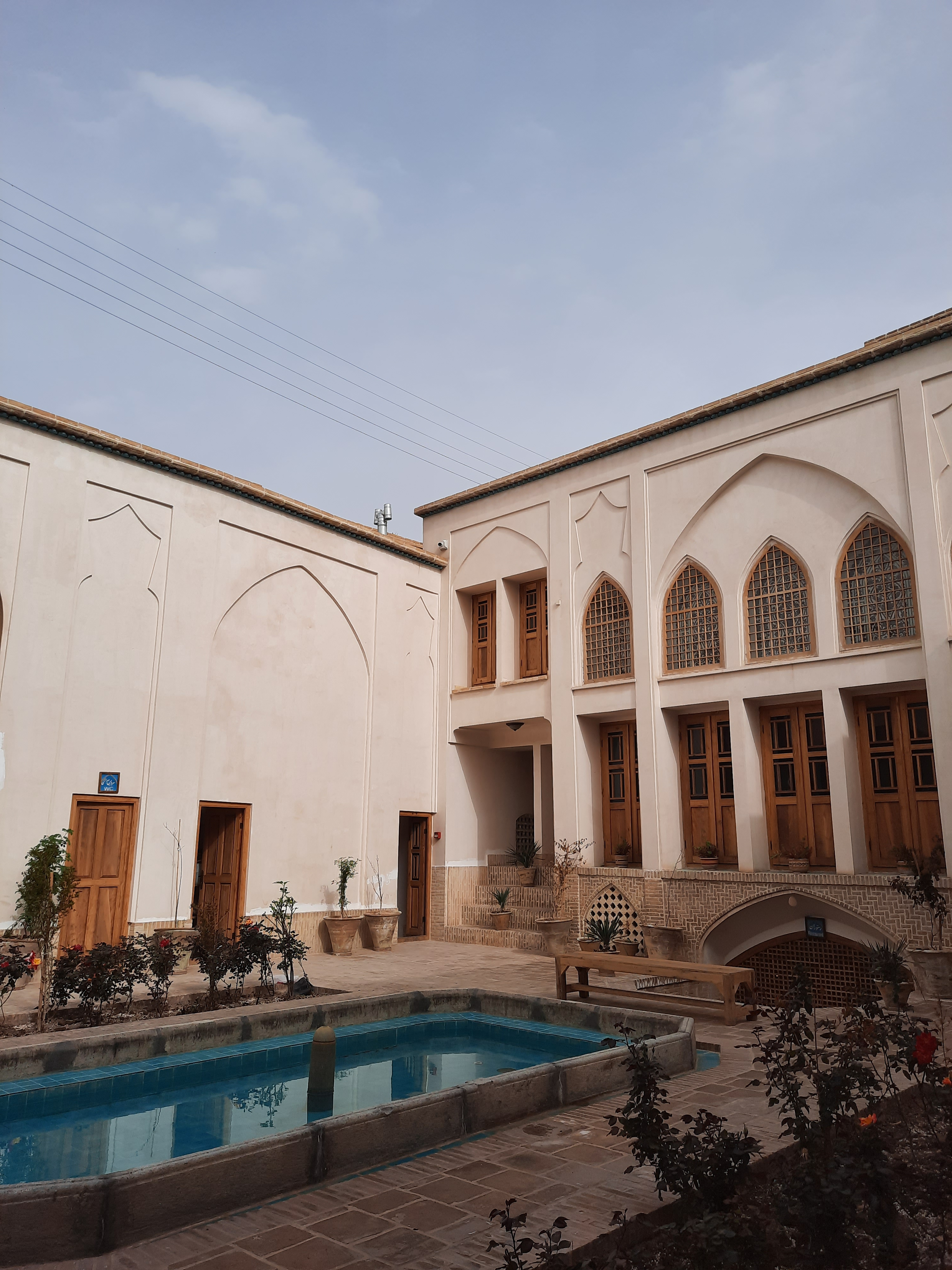
خانه تاریخی حسینیان

خانه حسینیان در محله دروازه اصفهان کاشان در ایران واقع شده‌است. قدمت خانه بیش از ۲۰۰ سال می‌باشد و شامل دو نوع معماری قاجار در ضلع جنوبی و پهلوی در ضلع شمالی است. خانه تاریخی حسینیان در خیابان ملاحبیب الله شریف، محله قدیمی پاپک قرار داشته و مرمت آن طی چند سال اخیر تکمیل و تجهیز شده و کاربرد آن اقامتگاه سنتی تعریف شده‌است.
سرای سنتی دیبا (خانه حسینیان) در سال ۱۳۹۹ از سوی سازمان میراث فرهنگی کشور، به دلیل شان تاریخی و ملی، در فهرست آثار ملی با شماره ۳۳۲۱۳ ثبت گردید.
از ویژگی‌های برجسته بنا، می‌توان به بادگیر، اتاق شاه نشین (پنج دری) و سرداب اشاره کرد که مزین به عناصر معماری ایرانی از جمله مقرنس و گره چینی می‌باشند.